# Mošorin
Mošorin (cyr. Мошорин) – wieś w Serbii, w Wojwodinie, w okręgu południowobackim, w gminie Titel. W 2011 roku liczyła 2569 mieszkańców.